# Ćevapi
Ćevapi (tur. kebap – „na komadiće izrezano meso” ili „nasjeckano meso”), poznati i kao ćevapčići, jelo su od mljevenog mesa, popularno u Bosni i Hercegovini i državama Jugoistočne Europe još od doba Osmanskog Carstva.

## Inačice
Poznati su u dijelovima Jugoistočne Europe u kojima su vladali Turci, ali receptura nije svugdje ista – rabe se različite vrste mesa, poput telećeg, svinjskog i junećeg, ili kombinacija ovih triju vrsta mesa.
- Na područje Bosne, gdje su nacionalni specijalitet, ćevape su oko 1500. uvezli Turci. Ćevapi se služe u krušnoj lepinji odnosno somunu koje se može po želji politi posebnim umakom koji daje posebnu aromu. Pripremaju se na više načina, a recepti su tajni. Poznatiji su sarajevski, banjalučki, travnički[1] i šiš-ćevap. Ne koristi se svinjetina kao sastojak.

- U Hrvatskoj[2] su različitih kombinacija mesa, ovisno o proizvođaču, i poslužuju se s lukom, ajvarom i/ili kajmakom, u lepinji koja je namočena temeljcem i zapečena na plati i vrhnjem. Uz ćevape se tradicijski pije pivo.
- U Bugarskoj i Rumunjskoj ćevapi su dugački i imaju oko 15 cm pa i više.

Prateći specijalitet su „đulbastije” (ili „bugarski ćevapi”) koje se pripremaju na sličan način kao obični ćevapi, s tim što se ćevapi spljošte tako da izgledaju kao male pljeskavice i služe se obavezno u kajmaku, a kao prilog poslužuje se crveni luk.
- U Srbiji su poznati su oni pripremljeni u Leskovcu. Ne služe se u lepinji, već isključivo na tanjuru, obično s lukom. U Leskovcu se nazivaju umanjenicom ć(e)vapčići.

## Galerija
- Bugarski ćevapi
- Ćevapi u somunu s lukom
- Tuzlanski ćevapi

## Vanjske poveznice
- Ćevapi u Britanskoj enciklopediji